# 阿特米奥同志
弗洛林多·埃利特里奥·弗洛雷斯·哈拉 （西班牙語：Florindo Eleuterio Flores Hala；1961年9月8日—)，化名阿特米奥同志（comrade artemio），是秘鲁共产党 (瓦亚加派)领袖，2012年2月12日被秘鲁军队逮捕。

## 生平
1961年9月8日弗洛雷斯在秘鲁南部省份阿雷基帕省出生。他的家庭是无地农民，生活贫困，因此弗洛雷斯在街上卖唱补贴生计。随后在卡马纳读书，但在17岁时缀学，选择参军。他在1980年代早期加入秘鲁共产党。
1999年，党主席奥斯卡·拉米雷斯被捕后，作为瓦亚加地区委员会指挥员的弗洛雷斯成为地区领袖。2006年9月26日，电视台在光辉道路森林据点里访问弗洛雷斯。弗洛雷斯呼吁秘鲁政府大赦被捕的党员，和剩余的党员进行和平谈判。2008年9月弗洛雷斯释出一段访问视频，表示将继续领导斗争。2011年弗洛雷斯又在采访中表示承认党的“错误”，呼吁和平谈判。
2012年2月12日，弗洛雷斯被军警联合部队逮捕
。2013年6月7日被判无期徒刑并赔偿5亿索尔。